# Hartlebury Castle

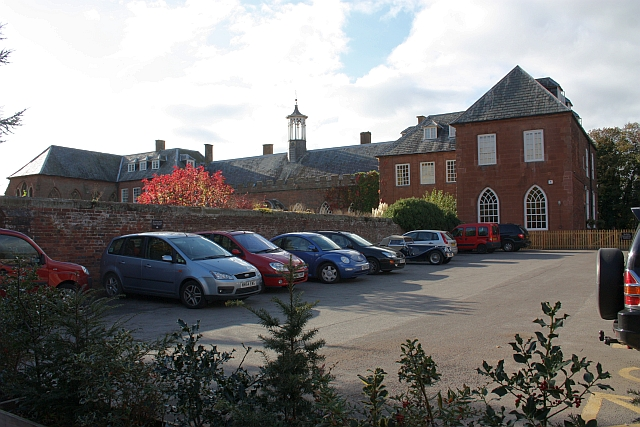
Hartlebury Castle

Hartlebury Castle ist ein befestigtes Herrenhaus bei Stourport-on-Severn im Norden der englischen Grafschaft Worcestershire. Der Bischof von Worcester ließ es Mitte des 13. Jahrhunderts auf Land errichten, das König Burgred von Mercia dem Bistum überantwortet hatte. English Heritage hat das Haus als historisches Bauwerk I. Grades gelistet. In der Gegend befinden sich viele weitere Herren- und Landhäuser, wie z. B. Witley Court, Astley Hall, Pool House, Areley Hall und Abberley Hall.
Die Grundherrschaft Hartlebury gehörte schon von der normannischen Eroberung Englands den Bischöfen von Worcester. So war das befestigte Herrenhaus für die mittelalterlichen Bischöfe eine ihrer Residenzen und später der Hauptbischofssitz.

## Geschichte
Von Anfang des 13. Jahrhunderts bis 2007 war Hartlebury Castle die Residenz der Bischöfe von Worcester.
Bischof Walter de Cantilupe, ein Unterstützer von Simon VI. de Montfort begann mit der Befestigung des Herrenhauses, das mit Schießscharten versehen wurde. 1268 ließ sein Nachfolger, Godfrey Giffard, die Arbeiten abschließen. Das Torhaus wurde in der Regierungszeit König Heinrichs VI. auf Veranlassung John Carpenters hinzugefügt.
1646, während des englischen Bürgerkrieges, wurde Hartlebury Castle stark befestigt. Kapitän Sandys und Lord Windsor hielten das Herrenhaus zusammen mit 120 Infanteristen und 20 Kavalleristen für König Karl I.; sie hatten Verpflegung für 12 Monate. Als es von Colonel Sir Thomas Morgan für die parlamentaristische Seite aufgeboten wurde, wurde es innerhalb von zwei Tagen aufgegeben, ohne dass ein einziger Schuss gefallen wäre. Das befestigte Herrenhaus wurde geschleift, die parlamentarischen Kommissare eigneten sich Haus und Grundherrschaft an und verkauften sie für £ 3133 6s. 8d. an Thomas Westrowe. Nach der Stuart-Restauration wurden Grundherrschaft und Haus an den Bischof von Worcester zurückgegeben.
Die Buchenallee im Park ließ Bischof Edward Stillingfleet anlegen. Bischof Henry Pepys schenkte die Rehe, die seit undenklichen Zeiten auf dem Anwesen gehalten wurden, Königin Victoria. Einen Eindruck vom Leben der Bischofsfamilie Mitte des 19. Jahrhunderts kann man aus dem Tagebuch der 10 Jahre alten Emily Pepys, Tochter von Bischof Pepys, gewinnen. Es beschreibt einen Zeitraum von sechs Monaten in den Jahren 1844 und 1845.
Die Hurd Library ließ Bischof Richard Hurd 1782 einrichten. Sie enthält noch heute eine ausgedehnte und einmalige Sammlung von Büchern, einschließlich solcher aus den Bibliotheken von Pope und Warburton. Ein Exemplar der Ilias, die Pope übersetzte, ist darunter.
1890 waren einige der Gräben aufgefüllt und darauf Blumengärten angelegt worden.
Nach der Wahl von Bischof John Inge 2008 wurde die Residenz von Hartlebury Castle in ein Haus neben der Kathedrale von Worcester verlegt. 1964 übernahm das die Grafschaftsverwaltung von Worcestershire den Nordflügel zur Nutzung als Museum. 1966 wurde dort das Worcestershire County Museum eröffnet.
2010 meldeten die BBC Midland News, dass Hartlebury Castle verkauft werden sollte und dass Ortsansässige eine Kampagne gestartet hätten, um zu verhindern, dass das Herrenhaus in private Hände kommt.
Der Hartlebury Castle Preservation Trust (HCPT), eine gemeinnützige Organisation, wurde gegründet, um Hartlebury Castle für die Bildung, die Nutzung und die Erbauung der Allgemeinheit zu erhalten und dafür zu sorgen, dass die Hurd Library vollständig und an ihrem bisherigen Standort erhalten bleibt.
Die Mitglieder der Organisation hatten Zeit bis April 2011, um £ 2 Mio. Spenden zu sammeln; andernfalls würde das Haus doch zum Verkauf angeboten werden. Am 17. August 2012 wurde bekannt, dass der HCPT sich damit einverstanden erklärt hatte, £ 2,45 Mio. an die Eigentümerin, die Church of England, für das Eigentum an den Gebäuden, Gärten und Parks zu bezahlen. Man versuchte, den Kaufpreis vom Heritage Lottery Fund und von privaten Spendern zu bekommen.
Im April 2013 war der HCPT mit seinem Zuschussantrag beim Heritage Lottery Fund erfolgreich. Damit war Geld vorhanden, um einen Geschäftsplan für die Zukunft von Hartlebury Castle zu entwickeln.
Im Oktober 2014 erhielt der HCPT mit den Partnern Worcester County Council und Museums Worcestershire einen Zuschuss von £ 5 Mio. vom Heritage Lottery Fund für die Erhaltung von Hartlebury Castle, seines Anwesens und seiner Vermögenswerte einschließlich der Hurd Library.
Im März 2015 kaufte der HCPT Hartlebury Castle mit dem 17,2 Hektar großen Grundstück.

## Worcestershire County Museum

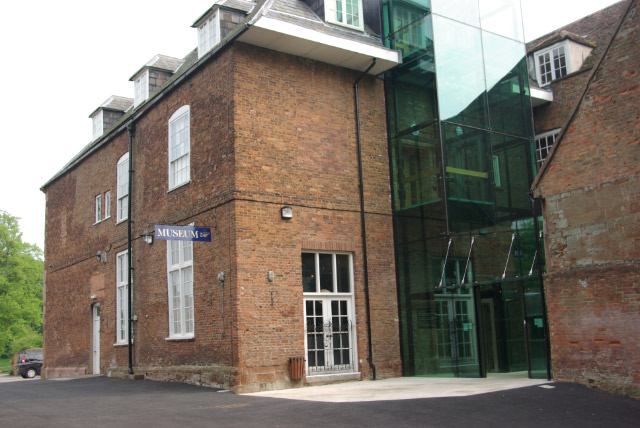
Worcester County Museum

Das Worcestershire County Museum liegt in den ehemaligen Unterkünften für die Dienerschaft von Hartlebury Castle. Die Ausstellungen zeigen Stücke der Ortsgeschichte, z. B. Spielzeuge, archäologische Fundstücke, Kostüme, Kunstgegenstände der Bromsgrove Guild, Erzeugnisse der ortsansässigen Industrie, die örtlichen Verkehrsbetriebe sowie Exponate der Geologie und Naturgeschichte. Es gibt historisch eingerichtete Räume, wie ein Klassenzimmer, ein Kinderzimmer, einen Spül- und Waschraum sowie Räume in viktorianischem Stil, georgianischem Stil und im Stil des englischen Bürgerkriegs.
Auf dem Anwesen finden sich eine Obstpresse für Apfelwein und eine Verkehrsmittelausstellung mit Feuerwehrfahrzeugen, Hansom Cabs, Fahrrädern, Handwagen und einer Sammlung von Schindelwagen.